# Australian Broadcasting Corporation
Australian Broadcasting Corporation, eller blot ABC, er et statsejet public service radio- og tv-selskab i Australien. 
ABC blev grundlagt i 1932 og driver tv-, radio og internettjenester på nationalt og regionalt niveau samt Australia Network og Radio Australia, der henvender sig til et internationalt publikum. 
ABC begyndte sine radioaktiviteter som en sammenslutning af 12 radiostationer under navnet Australian Broadcasting Commission, men skiftede navn til det nuværende i 1983.